# Schrei
A Schrei a német Tokio Hotel együttes 2005-ben megjelent bemutatkozó albuma, mely több mint 500.000 példányban kelt el világszerte. [forrás?]
2006-ban megjelent az album kibővített változata Schrei so laut du kannst címmel.

## Az album dalai
|     | Cím                            | Hossz |
| --- | ------------------------------ | ----- |
| 1.  | Schrei                         | 3:16  |
| 2.  | Durch den Monsun               | 3:56  |
| 3.  | Leb' die Sekunde               | 3:45  |
| 4.  | Rette mich                     | 3:42  |
| 5.  | Freunde bleiben                | 3:42  |
| 6.  | Ich bin nich' ich              | 3:47  |
| 7.  | Wenn nichts mehr geht          | 3:52  |
| 8.  | Laß uns hier raus              | 3:05  |
| 9.  | Gegen meinen Willen            | 3:35  |
| 10. | Jung und nicht mehr jugendfrei | 3:21  |
| 11. | Der letzte Tag                 | 3:03  |
| 12. | Unendlichkeit                  | 2:27  |